# DM i cykelcross 2026
Danmarksmesterskaberne i cykelcross 2026 er den 57. udgave af DM i cykelcross. Mesterskabet finder sted den 11. januar 2026 på en rute ved Lånum Gl. Stadion, øst for landsbyen Lånum i Viborg Kommune. Skive Cykle Klub er arrangør. Den seneste gang at klubben var arrangør af et DM, var ved mesterskaberne i 2005

## Resultater
| Event        | Guld | Sølv | Bronze |
| ------------ | ---- | ---- | ------ |
| Herrer       |      |      |        |
| Herrer elite |      |      |        |
| U23 Herrer   |      |      |        |
| Herrejunior  |      |      |        |
| Damer        |      |      |        |
| Damer elite  |      |      |        |
| U23 Damer    |      |      |        |
| Damer junior |      |      |        |